# Mario Cuomo
Mario Matthew Cuomo (Queens, 15 de juny de 1932 - Nova York, 1 de gener de 2015) va ser un polític nord-americà, membre del Partit Demòcrata i Governador de Nova York entre 1983 i 1994.

## Primers anys
Va néixer al barri de Queens, a la ciutat de Nova York, en el si d'una família italoamericana. Fill d'Andrea i Immaculata Cuomo. En 1956 es va graduar summa cum laude en Dret per la St. John's University. Va jugar en les lligues menors de beisbol amb l'equip Pittsburgh Pirates fins que es va lesionar.
Va ser assistent legal del jutge Adrian P. Burke en la Cort d'Apel·lacions de l'Estat de Nova York, i en 1958 va començar en la pràctica privada de l'advocacia en la signatura Corner, Weisbrod, Froeb, and Charles. Simultàniament, va anar durant deu anys professor de Dret en la St. John's University.

## Carrera política
Va guanyar fama quan va representar com a advocat als veïns de la secció Forest Hills de Queens, que s'oposaven a la construcció d'un projecte d'habitatges públics. En 1974 Mario Cuomo es va presentar a les eleccions a sotsgovernador de Nova York però va perdre. En 1975 va ser nomenat Secretari d'Estat de Nova York pel Governador Hugh Carey.
En 1977 va perdre enfront de Ed Koch les primàries demòcrates per ser candidat del partit a l'alcaldia de la ciutat de Nova York. Però llavors va decidir presentar-se com a candidat pel Partit Liberal i va perdre l'elecció general de novembre per poc enfront del demòcrata Koch. Un any més tard, en 1978, va ser triat, com a demòcrata, sotsgovernador de Nova York. Va ser sotsgovernador durant els propers quatre anys, actuant com a mà dreta del Governador Hugh Carey.

## Governador de Nova York (1983-1994)
En novembre de 1982 Mario Cuomo va ser triat Governador de Nova York. Havia derrotat en la primària demòcrata a l'alcalde Ed Koch i en l'elecció general al republicà Lewis Lehrman. Seria reelegit en 1986 i 1990, amb rècords històrics de percentatge de vot, exercint com a Governador durant tres mandats consecutius.
Durant els seus 12 anys com a Governador de Nova York, va aconseguir que es creessin més de mig milió de nous llocs de treball i li va tocar liderar l'estat durant dues recessions nacionals. Va impulsar un dels majors plans de desenvolupament econòmic de la història de Nova York, el pla conegut com a 'New York, New York'. El pla preveia la inversió de 32,000 milions de dòlars per enfortir el creixement del sector privat, i la creació en una dècada de 300,000 noves ocupacions addicionals.
Com va ocórrer en l'època en altres estats, es va construir una important xarxa de noves instal·lacions d'alta tecnologia i la inversió estrangera en l'estat es va incrementar de forma espectacular. També es van invertir 50,000 milions de dòlars en un programa de construcció pública per a escoles, hospitals, carreteres i ponts. Es van construir el Stuyvesant High School, el Riverbank State Park, i es va acabar de construir el Battery Park City.
El Governador Cuomo es va guanyar la fama de progressista gràcies als programes socials que va desenvolupar la seva administració. Va crear un programa d'assistència als sense sostre; el fins llavors més costós programa de tractament de la drogoaddicció; una de les primeres iniciatives de lluita contra el sida que va ser reconegut a nivell nacional; el més important programa de tot el país per a l'ajuda als malalts mentals; i el reconegut programa "The Decade of the Child" d'ajuda a la infància.
Va dur a terme polítiques favorables a l'extensió de l'avortament i va ser un ferm opositor a la pena de mort. Durant tot el seu mandat, l'Assemblea Estatal de Nova York havia vingut aprovant projectes de llei per a la reinstauració de la pena cabdal, però en totes les ocasions aquests projectes van ser vetats pel Governador Mario Cuomo.
La seva oposició a la pena cabdal va ser el que va precipitar la seva derrota en les eleccions de 1994. Aquest any Cuomo es disposava a ser reelegit per a un altre mandat de quatre anys. El seu adversari, el republicà George Pataki, va basar tota la seva campanya en el seu suport a la pena de mort i, en cas de ser triat, va prometre reinstaurarla en Nova York.
Per atacar al Governador Cuomo, l'equip de Pataki va utilitzar el cas de Arthur Shawcross, un assassí al que l'estat de Nova York li havia concedit la llibertat condicional i que després de ser alliberat va tornar a cometre un múltiple assassinat. En un any particularment dolent per als demòcrates a nivell nacional, la història es va convertir en tema central de la campanya i va enfonsar les possibilitats de reelecció de Cuomo.

## Estel del Partit Demòcrata en els anys 80
Quan en l'estiu de 1984 el Governador Cuomo va ser convidat a San Francisco a donar un discurs en horari de màxima audiència en la Convenció Demòcrata, era un complet desconegut a nivell nacional. Després del seu discurs tots els mitjans van coincidir que havia nascut un nou estel polític. La seva exposició es va titular "A Tale of Two Cities".
"El President Reagan diu que aquest país és una resplendent ciutat sobre un pujol. I el President té raó. En molts aspectes som una resplendent ciutat sobre un pujol. Però la dura veritat és que no tots gaudeixen de la porció que els pertany de l'esplendor d'aquest país. Tal vegada és una resplendent ciutat el que veu el President des del pòrtic de la Casa Blanca o des de la barrera del seu ranxo, un lloc on a tots els va bé. Però hi ha una altra ciutat; hi ha una altra part més enllà de la llum brillant de la ciutat; la part en la qual la gent no pot pagar les seves hipoteques, i on la majoria dels joves no poden permetre's una; on els estudiants no poden aconseguir l'educació que necessiten, i els pares de classe mitjana veuen evaporats els somnis que persegueixen per als seus fills", va dir Cuomo davant els delegats de la Convenció.
L'objectiu de la seva intervenció va ser denunciar que darrere de la visible prosperitat, èxit, ostentació i borratxera d'optimisme que havia proliferat durant el primer mandat de Reagan, també existia la realitat d'aquells que no havien aconseguit trobar el seu lloc en la nova prosperitat. Va defensar que el benestar social no només era compatible amb el creixement, sinó que tots dos es necessitaven. El discurs va ser un èxit i va eclipsar la resta d'intervencions en la Convenció, inclosa la del candidat presidencial Walter Mondale.
El Governador Mario Cuomo va ser catapultat ràpidament a la fama política, acaparant portades en les més prestigioses revistes i periòdics del país. Es va convertir per a molts en l'esperança per un Partit Demòcrata deprimit en una època en què els republicans van dominar l'escena política. Carismàtic i orador brillant, semblava només qüestió de temps que Cuomo donés el gran salt presentant la seva candidatura a la Presidència dels EUA Però aquest salt mai va arribar.
Malgrat els esforços de l'aparell del Partit Demòcrata per convèncer-li perquè aspirés a la Casa Blanca en les eleccions de 1988 i 1992, Cuomo mai es va decidir a fer el pas; en 1988 per qüestions familiars i per por de ser relacionat amb la màfia pel seu origen italoamericà, i en 1992 perquè quan la carrera es va engegar el president George Bush semblava invencible.
En 1993 va ser un dels favorits per cobrir la vacant del jutge Byron White en la Cort Suprema dels Estats Units, però Cuomo li va dir al president Bill Clinton que no estava interessat en el lloc.

## Vida personal
Mario Cuomo es va casar en 1954 amb Matilda Raffa. El matrimoni va tenir cinc fills. El major, Andrew Cuomo, casat amb una filla de Robert Kennedy, és el governador de Nova York, i va ser triat Fiscal General de Nova York al novembre de 2006 i anteriorment havia estat Secretari d'Habitatge de EUA (1997-2001). El fill petit, Chris Cuomo, és periodista de la cadena CNN .